# 粘土
粘土（ねんど、英: clay）は、以下のような意味をもつ言葉。
1. 原義は、地層中などから得られ、焼き物（陶磁器や土器）の素材にもなる「粘っこい土」のこと。「ねばつち」「へなつち」とも読む。
2. 学術・産業上は「非常に細かい粒子でできた堆積物」として定義される。
3. 土粘土のほか塑造やモデリング用に商品化された粘土様の造形材料のこと。学校教材としても馴染みが深い。

以下、上記 2. を「堆積物としての粘土」、3. を「造形材料としての粘土」とし、それぞれについて解説する。

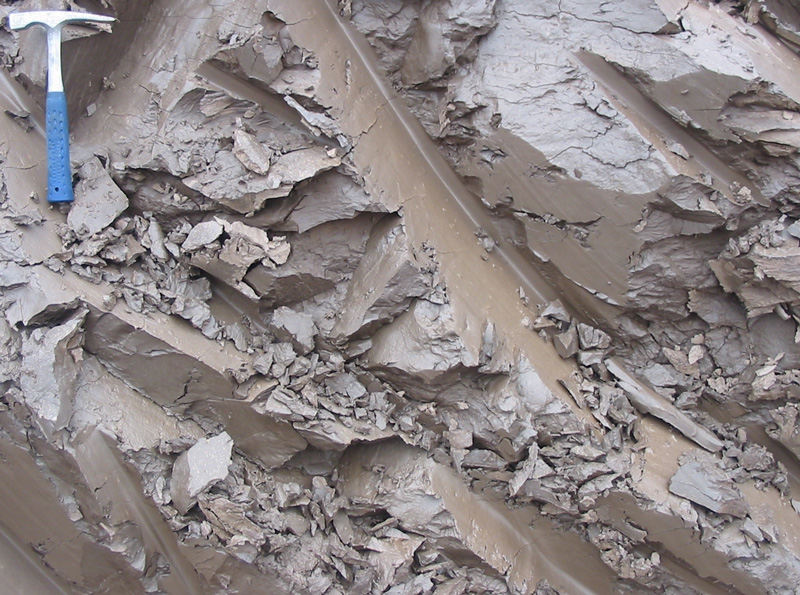
2.堆積物としての粘土

## 堆積物としての粘土

### 学術・産業上の定義
粘土の定義は、陶工、土壌・農学、セラミック工学、地質学（堆積学）、鉱物学などの分野により必ずしも一致していない。地質学の分野においては、粒径（粒の大きさ）が3.9µm未満の粒子とされ、鉱物学の分野においては2µm以下の粒子とされ、土質力学の統一分類法においては粒径が5µm以下の土とされる。これより大きいものはシルトと呼ぶ。
化学的・鉱物学的には層状ケイ酸塩鉱物（フィロケイ酸塩鉱物）を主とし、方解石、苦灰石、長石類、沸石類などから成る粒子の集合体に少量の水分が含まれている。

### 性質
捏ねると塊になり、同時に手で延ばしたり、細工することができるようになること、火に耐えるといった粘土の持つ性質は、太古より利用されてきた。科学的な観察、分析が進むにつれて、それまで「粘土」と呼ばれてきたものには化学的吸着、イオン交換、触媒性、水との混合による泥水の形成、粘性、粘着性、可塑性、低透水性など多くの性質が認められるようになった。低透水性については、含有する鉱物の種類や粒径分布によって大きく異なるが、透水性の低さにより地盤の圧密が非常に緩やかに進み、構造物は建設から数年経た頃に不等沈下などの問題を生じる場合がある。

### 利用
「粘土は千の利用法がある」と言われ、ノーカーボン紙、油脂の脱色、ガソリンや灯軽油の脱水、鋳物、ボーリングの潤滑剤など多方面に使われている。
- 水を含んでいるときは柔らかく、熱したり焼いたりすると堅くなり戻らない性質があるので陶器や磁器、煉瓦などに使われる。陶磁器やセラミックスとして焼成する粘土を陶土を称することもある[2]。
- 力を加えると軟らかくなり、しばらくすると固くなるという性質を応用し、塗るときまでは軟らかく塗った後にそこに留まるペンキに使われている。
- 粘土の優れた吸水性を利用して、おむつにも利用されている。→ベントナイト
- 「余分な皮脂や汗を取り去る吸着性、塗布すると極めて薄い膜をつくる保湿性、イオン交換の性質を利用して、化粧品やシャンプー、歯磨きあるいはその原料としても用いられる。→モンモリロナイト（モンモリロン石）
- 粘土が種々の有機色素を吸着して特有の色を発色するのを利用したカラープリンターに使われている。
- 有害なバクテリアを包み込んだり余分な水分を吸着したりして下痢を防ぐため、胃腸薬にも粘土が含まれている。

歴史的利用
- メソポタミア文明では文字の媒体として粘土板が使われた。
- クレオパトラは美容のために粘土を顔に塗っていた。
- 古来、塑像の素材として利用されてきた。
- 粘土の脱脂効果を利用し、古代ローマ時代、フェラーと呼ばれる羊毛の油を処理する人々は刈った羊の毛についた油を取るのに粘土を好んで使用した。
- 日本ではシャンプーがない江戸時代から昭和初期頃まで相撲力士の鬢付け油（びんづけあぶら）の洗浄に使われていた。

## 造形材料としての粘土
上述のように粘土には優れた可塑性があり、立体造形を容易に実現できるため、古くから塑像などの造形に用いられてきた。粘土は本来は土であるが、パルプや小麦粉など様々な原料のものが存在する（これらと区別するため、本来の土の粘土を土粘土という）。
未焼成を含めた陶土を塑像以外の芸術作品や建築の素材として使う動きもある。

### 種類
- 土粘土 - 土を原料にした本来の粘土[3]。水で練られることから水粘土とも呼ぶ[4]。乾燥すると硬化して石のようになり、再度水分を与えれば捏ね直すことができる[3][4]。
- 油粘土 - 油脂で練られた粘土。油土とも呼ぶ。水分調節の必要がなく、乾燥せず硬化しにくいので管理が容易である[3]。繰り返し造形しなおすことができる。
- 紙粘土 - パルプや粉砕した紙、水や糊を原料とする粘土[3][5]。乾燥させると軽量になりながら硬化する[5]。着色加工しやすい[3][5]。
- 石粉粘土 - 乾燥後は石のような質感を見せる。乾燥後の彫刻にも適している。
- 砂粘土 - 砂を用いた粘土。特殊シリコンなどを混ぜた市販品や、PVA糊、コーンスターチなどを混ぜて自作するものもある[3][6]。
- 小麦粉粘土 - 小麦粉を主原料とする粘土[3]。幼児が誤って口にしたときを考えて安全性を高めたもの（ただし小麦アレルギーによるリスクはある）[3]。
- パン粉粘土 - パン粉を主原料とする粘土[3]。小麦粉粘土と同じく安全性を高めたもの（ただし小麦アレルギーによるリスクはある）[3]。
- 米粉粘土 - 米粉を主原料とする粘土[3]。安全性を高めるとともに小麦アレルギーによるリスクを回避するため米粉を使用したもの[3]。
- 銀粘土（シルバークレイ） - 銀の微粒子を高い比率で含んでおり、焼成によって銀だけとなる。シルバーアクセサリー製作などに利用される。
- 木質粘土 - 木の粉が配合されていて乾燥後は本物の木のようになる。
- 蝋粘土 - 独特の透明感があり、幼児が誤って口にしても安全。手の熱で温めて使用する。
- プラスティシン（英語版） - カルシウム塩、ワセリン、脂肪酸を合成して製造したパテ状のもの。ウォレスとグルミットで使用されている。
- ヤミードー - 食べられる。

### 利用
- 焼き物（陶器や磁器）の材料になる。
- 油粘土や紙粘土は初等教育の教材として広く用いられている[3]。幼児教育では糠、片栗粉、寒天などの可塑性素材も用いられる[3]。
- 各種立体アートや工業デザインの分野における模型の原形（クレイモデル）づくりに広く利用される。
- クレイアニメ。
- その他、人形、ミニチュアアート、ジオラマなど様々な立体造形表現において、補助的な材料として用いられることが多い。